# Furcraea hexapetala
Furcraea hexapetala là một loài thực vật có hoa trong họ Măng tây. Loài này được (Jacq.) Urb. mô tả khoa học đầu tiên năm 1903.